# ريتشارد تاتل
ريتشارد تاتل (بالإنجليزية: Richard Tuttle)‏ هو فنان تشكيلي ورسام أمريكي، ولد في 12 يوليو 1941 في راهواي في الولايات المتحدة.

## وصلات خارجية
- ريتشارد تاتل على موقع IMDb (الإنجليزية)